# Александър Халаменюк
Александър Йосифович Халаменюк е съветски офицер, старши лейтенант, командир на танкова рота по време на Втората световна война, Герой на Съветския съюз, украинец.

## Биография
Роден на 23 септември 1918 година в град Кременчуг, Полтавска област, днешна Украйна, в работническо семейство. Завършва основно и заводско училище в град Харков.
През 1939 година е призован в редиците на Червената армия. Участник в Съветско-финландската война (1939-1940). През 1941 година завършва Харковското бронетанково училище. Служи в учебен танков полк. В боевете през Втората световна война участва от лятото на 1941 година. Воюва на Югозападния, Западния, Калиниски, 1-ви и 2-ри Прибалтийски и 1-ви Украински фронтове.
През януари 1945 година, след ожесточени боеве в района на Сандомир, 39-и танков полк, в състава на който действа ротата на старши лейтенант Халаменюк, пробивайки фронтовата линия, настъпва към полския град Ченстохова.
На 11 януари Халаменюк, унищожава 6 огневи точки на противника.
Със своите действия танковата група, под командването на Халаменюк, помага за пробива на вражеската отбрана и успешното настъпление на 95-а гвардейска стрелкова дивизия, част от 32-ри стрелкови корпус. Опитвайки контраатака, на 12 януари 1945 година, Вермахта атакува със значителни танкови сили и пехота предимно от състава на СС. На разсъмване започва схватка между съветските Т-34 и немските Тигър, край Янино, Полша. Танка на Александър Халаменюк унищожава три немски Тигъра, преди да бъде разрушен от пряко попадение.
Халеменюк и екипажа на машината загиват. Погребан е близо до Янино.
С указ на Президиума на Върховния съвет на СССР от 10 април 1945 година, за проявено мъжество и героизъм, на старши лейтенант Александър Йосифович Халаменюк е присъдено званието Герой на Съветския съюз – посмъртно.
Награждаван е с орден „Ленин“ и ордени „Отечествена война“ 1-ва степен.